# Robert Gierlach
Robert Gierlach (ur. 1969 w Sanoku) – polski śpiewak, baryton.

## Życiorys
Pochodzi z Nowotańca. W dzieciństwie kształcił się w szkole muzycznej (akordeon), liceum muzycznym w Rzeszowie. Absolwent Wydziału Wokalno-Aktorskiego Akademii Muzycznej im. Fryderyka Chopina w Warszawie w klasie Kazimierza Pustelaka. Debiutował jeszcze jako student. Śpiewał w Warszawskiej Operze Kameralnej, Teatrze Wielkim-Operze Narodowej w Warszawie. Występował w operach w Bolonii, Detroit, Florencji, Kapsztadzie, Marsylii, Mediolanie, Nicei, Nowym Jorku, Paryżu, Rzymie, Trieście, Wenecji, Weronie. Współpracuje z Orkiestrą Symfoniczną Filharmonii Narodowej, Sinfonia Varsovia, Orchestre National de France, City of Birmingham Orchestra, Rundfunk-Sinfonieorchester Berlin, Dresdner Rundfunk Orchester. Uczestnik festiwali Wratislavia Cantans, Salzburger Festspiele, BBC Proms, Berliner Festwoche, laureat Międzynarodowego Konkursu Wokalnego w Vercelli i Konkursu im. Alfredo Krausa w Las Palmas oraz Międzynarodowego Konkursu Muzycznego im. Królowej Elżbiety Belgijskiej w Brukseli. Artysta Opery Bałtyckiej w Gdańsku oraz Polskiej Opery Królewskiej.
W 2024 odznaczony brązowym Medalem „Zasłużony Kulturze Gloria Artis”.
Jego brat Wojciech i żona Tatiana Hempel-Gierlach także są śpiewakami.